# Vladimír Hracho
Vladimír Hracho (* 2. února 1968) je bývalý slovenský fotbalista, obránce. Po skončení aktivní kariéry působil jako rozhodčí a fotbalový funkcionář.

## Fotbalová kariéra
V československé lize hrál za Spartak Trnava. Nastoupil ve 2 ligových utkáních.

## Ligová bilance
| Ročník                                   | Zápasy | Góly | Klub           |
| ---------------------------------------- | ------ | ---- | -------------- |
| 1. československá fotbalová liga 1988/89 | 2      | 0    | Spartak Trnava |
| CELKEM                                   | 2      | 0    |                |